# Europees kampioenschap voetbal 2020 (kwartfinale) België - Italië
Dit artikel gaat over de wedstrijd in de kwartfinales tussen België en Italië die gespeeld werd op vrijdag 2 juli 2021 in de Allianz Arena te München tijdens het Europees kampioenschap voetbal 2020. Het duel was de 46ste wedstrijd van het toernooi en de 10de van de knock-outfase. Italië kwalificeerde zich door een 2–1 zege voor de halve finales, België werd uitgeschakeld.
Door deze overwinning werd Italië het eerste land ooit dat vijftien achtereenvolgende overwinningen op het EK (inclusief kwalificatiewedstrijden) boekte, een record dat België zou hebben als België de wedstrijd gewonnen had. Daarbij evenaarde Italië Frankrijk, Nederland en Tsjechië als de landen met de meeste achtereenvolgende zeges op een EK-eindronde (5). Ook werd Italië na Frankrijk en Spanje het derde land dat ooit vijf wedstrijden op een enkele EK-eindronde wist te winnen.

## Voorafgaand aan de wedstrijd
- België bezat sinds 2018 de eerste plaats van de FIFA-wereldranglijst.[2] Italië was op de zevende plaats terug te vinden.[3] Italië kende vijf EK-deelnemers met een hogere positie op die ranglijst.
- België en Italië troffen elkaar voorafgaand aan deze wedstrijd al 22 keer. België won vier van die wedstrijden, Spanje zegevierde veertien maal en vier keer eindigde het duel onbeslist. In de groepsfase van het WK 1954 (4–1), het EK 2000 (2–0) en het EK 2016 (0–2) won Italië, in de groepsfase van het EK 1980 eindigde deze confrontatie in een doelpuntloos gelijkspel.
- Voor België was dit zijn zesde deelname aan een EK-eindronde en de tweede achtereenvolgende. Drie keer eerder behoorde België bij de laatste acht (of minder) teams bij een EK-eindronde. Italië nam voor een tiende maal deel aan een EK-eindronde en voor een zevende op een rij. Voor een achtste keer behoorde Italië bij de laatste acht (of minder) teams bij een EK-eindronde.
- België eindigde met negen punten op de eerste plaats in groep B met Denemarken, Finland en Rusland en won in de achtste finales met 1–0 van destijds regerend Europees kampioen Portugal. Italië plaatste zich voor de kwartfinales door met negen punten op een eerste plaats in groep A met Wales, Zwitserland en Turkije te eindigen en vervolgens na een verlenging met 2–1 van Oostenrijk te winnen.
- De winnaar van deze wedstrijd zou het in de halve finales in het Wembley Stadium gaan opnemen tegen Spanje, dat in een eerder gespeelde kwartfinale na een strafschoppenserie Zwitserland versloeg.
- Wegens een blessure aan zijn linkerknie, opgelopen bij de warming-up voorafgaand aan de achtste finale tegen Portugal, verliet Simon Mignolet de Belgische selectie en werd hij vervangen door Thomas Kaminski.[4]

## Wedstrijdgegevens[5]
| Datum                  | 2 juli 2021                                                                                    | 2 juli 2021                                                                                    |
| Aftrap                 | 21:00 uur                                                                                      | 21:00 uur                                                                                      |
| Wedstrijdnummer        | 46                                                                                             | 46                                                                                             |
| Stadion                | Allianz Arena, München                                                                         | Allianz Arena, München                                                                         |
| Toeschouwers           | 12.984                                                                                         | 12.984                                                                                         |
| Scheidsrechter         | Slavko Vinčić                                                                                  | Slavko Vinčić                                                                                  |
| Assistenten            | Tomaž Klančnik Andraž Kovačič                                                                  | Tomaž Klančnik Andraž Kovačič                                                                  |
| Vierde official        | Fernando Rapallini                                                                             | Fernando Rapallini                                                                             |
| Videoscheidsrechters   | Bastian Dankert Marco Fritz (assistent) Christian Gittelmann (assistent) Paweł Gil (assistent) | Bastian Dankert Marco Fritz (assistent) Christian Gittelmann (assistent) Paweł Gil (assistent) |
| Man van de wedstrijd   | Lorenzo Insigne                                                                                | Lorenzo Insigne                                                                                |
|                        | België                                                                                         | Italië                                                                                         |
| Doelpunten             | 1                                                                                              | 2                                                                                              |
| Gele kaarten           | 1                                                                                              | 2                                                                                              |
| Rode kaarten           | 0                                                                                              | 0                                                                                              |
| Wissels                | 3                                                                                              | 5                                                                                              |
| Schoten op doel        | 3                                                                                              | 3                                                                                              |
| Schoten naast doel     | 2                                                                                              | 7                                                                                              |
| Overtredingen          | 16                                                                                             | 13                                                                                             |
| Hoekschoppen           | 9                                                                                              | 5                                                                                              |
| Buitenspel             | 1                                                                                              | 2                                                                                              |
| Passnauwkeurigheid (%) | 84                                                                                             | 90                                                                                             |
| Balbezit (%)           | 46                                                                                             | 54                                                                                             |

| België | 1 – 2          | Italië |
| Romelu Lukaku 45+2' (pen.) | goals (assist) | 31' Nicolò Barella (Marco Verratti) 44' Lorenzo Insigne |
| Roberto Martínez | bondscoach     | Roberto Mancini |
| Thibaut Courtois Toby Alderweireld Thomas Vermaelen Jan Vertonghen Thomas Meunier 69' Axel Witsel Youri Tielemans 69' Thorgan Hazard Kevin De Bruyne Jérémy Doku Romelu Lukaku | opstellingen   | Gianluigi Donnarumma Giovanni Di Lorenzo Leonardo Bonucci Giorgio Chiellini 79' Leonardo Spinazzola Nicolò Barella Jorginho 74' Marco Verratti 90+1' Federico Chiesa 74' Ciro Immobile 79' Lorenzo Insigne |
| Dries Mertens 69' Nacer Chadli 69' 73' Dennis Praet 73' | wissels        | 74' Bryan Cristante 74' Andrea Belotti 79' Domenico Berardi 79' Emerson 90+1' Rafael Tolói |
| Youri Tielemans 21' | gele kaarten   | 20' Marco Verratti 90' Domenico Berardi |
| | rode kaarten   | |